# Beleza

O Nascimento de Vênus (c. 1485), de Sandro Botticelli. A deusa Afrodite ou Vênus era a divindade da beleza.

A beleza é comumente descrita como uma característica de seres ou objetos que torna esses objetos prazerosos de perceber. Tais objetos incluem paisagens, pores-do-sol, seres humanos e obras de arte. A beleza, junto com a arte e o gosto, é o tema principal da estética, um dos ramos maiores da filosofia. Como valor estético positivo, ela é contrastada com a fealdade como sua contraparte negativa. Junto com a verdade e o bem, é um dos transcendentais, que muitas vezes são considerados os três conceitos fundamentais da compreensão humana.
Uma dificuldade para compreender a beleza é devido ao fato de ela ter aspectos tanto objetivos quanto subjetivos: é vista como uma propriedade das coisas, mas também como dependente da resposta emocional dos observadores. Por causa de seu lado subjetivo, diz-se que a beleza está "nos olhos de quem vê". Argumentou-se que a capacidade do sujeito necessária para perceber e julgar a beleza, às vezes chamada de "sentido de gosto", pode ser treinada e que os veredictos dos especialistas coincidem a longo prazo. Isto sugeriria que os padrões de validade dos julgamentos de beleza são intersubjetivos, ou seja, dependentes de um grupo de juízes, em vez de completamente subjetivos ou completamente objetivos.
Concepções de beleza visam captar o que é essencial para todas as coisas belas. As concepções clássicas definem a beleza em termos da relação entre o belo objeto como um todo e suas partes: as partes devem estar na proporção correta entre si e, assim, compor um todo harmonioso integrado. As concepções hedonistas incluem a relação com o prazer na definição de beleza, argumentando que existe uma conexão necessária entre prazer e beleza, por exemplo, que para que um objeto seja belo é necessário que ele cause prazer desinteressado. Outras concepções incluem definir objetos belos em termos de seu valor, de uma atitude amorosa para com eles ou de sua função.

## Visão geral

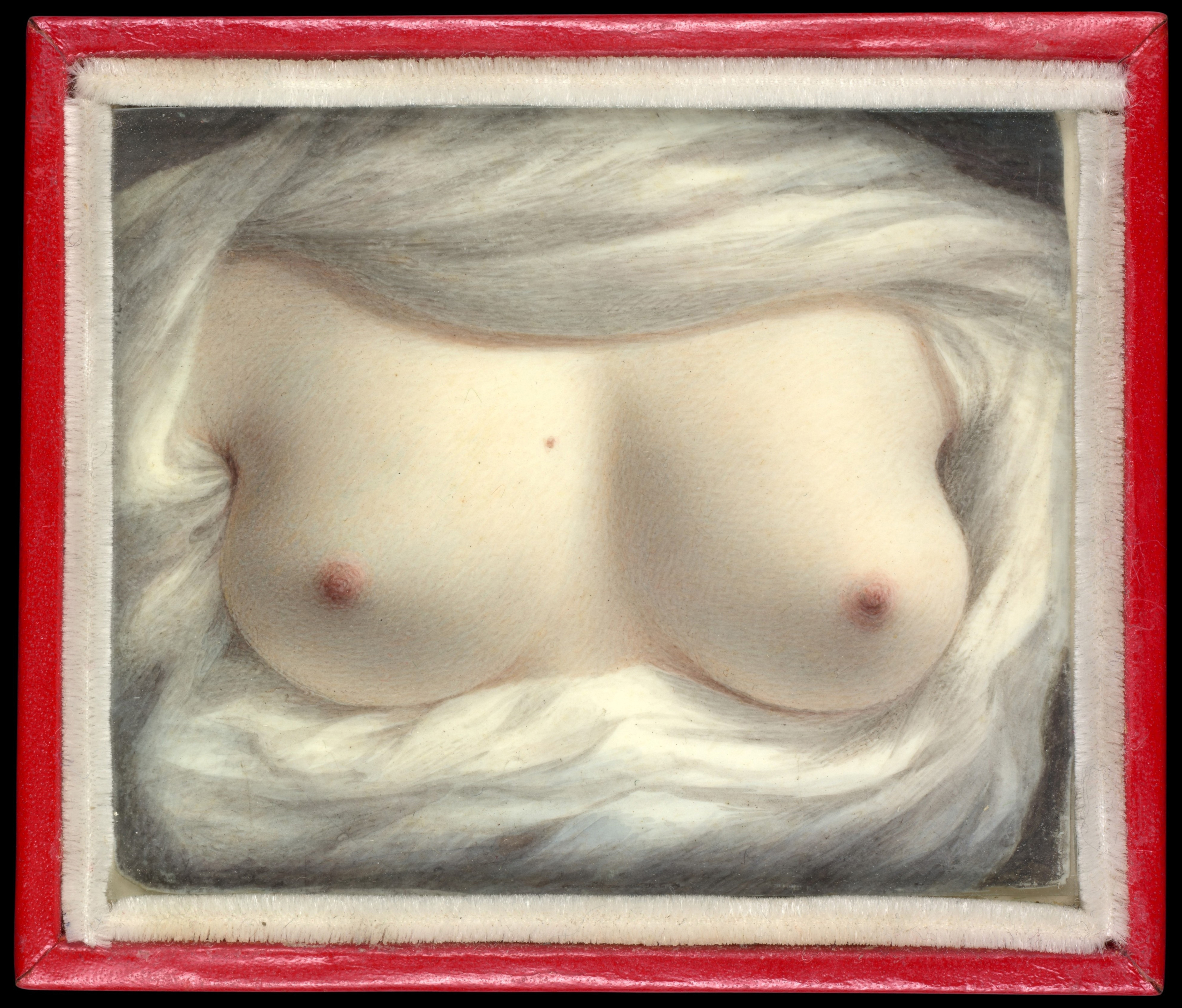
Beleza revelada (1828), um autorretrato de Sarah Goodridge.

A beleza, junto com a arte e o gosto, é o tema principal da estética, um dos ramos maiores da filosofia. A beleza é geralmente categorizada como uma propriedade estética além de outras propriedades, como a graça, a elegância ou o sublime. Como um valor estético positivo, a beleza é contrastada com a fealdade como sua contraparte negativa. A beleza é frequentemente listada como um dos três conceitos fundamentais da compreensão humana, além da verdade e do bem.
Os objetivistas ou realistas veem a beleza como uma característica objetiva das coisas belas independente da mente, o que é negado pelos subjetivistas.  A fonte deste debate é que os julgamentos de beleza parecem ser baseados em fundamentos subjetivos, ou seja, em nossos sentimentos, enquanto afirmam a correção universal ao mesmo tempo. Esta tensão é às vezes referida como "antinomia do gosto" (antinomy of taste). Aderentes de ambos os lados sugeriram que uma certa faculdade, comumente chamada de sentido do gosto, é necessária para fazer julgamentos confiáveis sobre a beleza. David Hume, por exemplo, afirma que esta faculdade pode ser treinada e que os veredictos dos especialistas coincidem a longo prazo.
A beleza é discutida principalmente em relação a objetos concretos acessíveis à percepção sensorial. Muitas vezes é sugerido que a beleza de uma coisa sobrevem às características sensoriais desta coisa. Mas também foi proposto que objetos abstratos como estórias ou provas matemáticas podem ser belos. A beleza desempenha um papel central nas obras de arte, mas também há beleza fora do campo da arte, especialmente no que diz respeito à beleza da natureza. Uma distinção influente entre coisas belas, devido a Immanuel Kant, é aquela entre a beleza dependente e a livre (dependent and free beauty). Uma coisa tem beleza dependente se sua beleza depende da concepção ou função dessa coisa, ao contrário da beleza livre ou absoluta. Exemplos de beleza dependente incluem um boi que é belo como um boi, mas não como um cavalo, ou uma fotografia que é bela porque retrata um edifício belo, mas que carece de beleza em geral por causa de sua baixa qualidade.

## Etimologia
O substantivo grego clássico para "beleza" era κάλλος, kallos, e o adjetivo para "belo" era καλός, kalos. Em grego koiné, a palavra para bonito ou belo era ὡραῖος, hōraios, um adjetivo que vem da palavra ὥρα, hōra, que significa "hora". No grego koiné, a beleza, então, era associada a "estar em sua hora/seu momento". Assim, um fruto maduro (em seu tempo) era considerada bonito, enquanto uma jovem mulher que tenta parecer mais velha ou uma mulher mais velha tentando parecer mais jovem não seria considerado bonito. Em grego ático, hōraios teve muitos significados, incluindo "jovem" e "idade madura".

## Objetivismo e subjetivismo

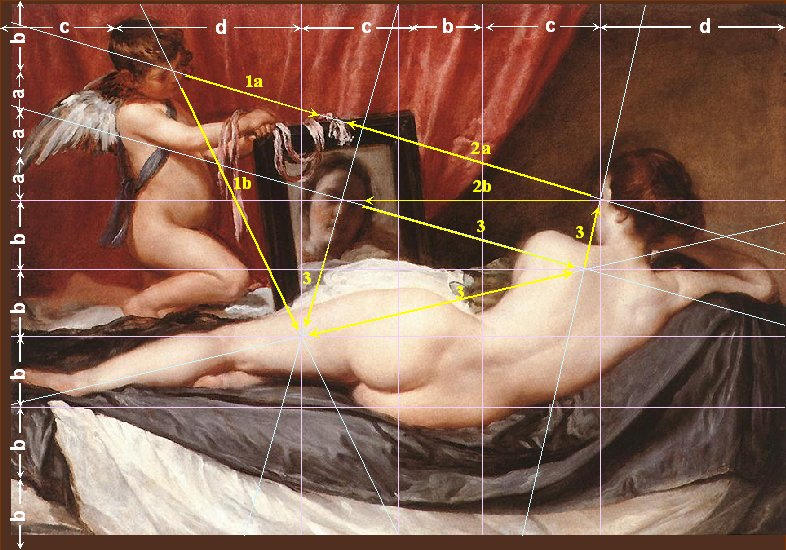
A proporção áurea aplicada à pintura Vênus ao espelho, de Diego Velázquez.

Julgamentos de beleza parecem ocupar uma posição intermediária entre os julgamentos objetivos, por exemplo, sobre a massa e a forma de uma toranja, e os gostos subjetivos, por exemplo, sobre se a toranja sabe bem.  Os julgamentos de beleza diferem dos primeiros porque são baseados em sentimentos subjetivos e não na percepção objetiva. Mas eles também diferem dos últimos porque reivindicam a correção universal. Esta tensão também se reflete na linguagem comum. Por um lado, falamos da beleza como uma característica objetiva do mundo que é atribuída, por exemplo, a paisagens, pinturas ou seres humanos. O aspecto subjetivo, por outro lado, é expresso em ditos como "a beleza está nos olhos de quem vê".
Estas duas posições são frequentemente chamadas de objetivismo ou realismo e subjetivismo. O objetivismo é a visão tradicional, enquanto o subjetivismo se desenvolveu mais recentemente na filosofia ocidental. Os objetivistas sustentam que a beleza é uma característica das coisas independente da mente. Neste sentido, a beleza de uma paisagem é independente de quem a percebe ou se ela é percebida em absoluto.  As discordâncias podem ser explicadas pela incapacidade de perceber esta característica, às vezes referida como "falta de gosto".  O subjetivismo, por outro lado, nega a existência de beleza independente da mente.  Influente para o desenvolvimento desta posição foi a distinção de John Locke entre qualidades primárias, que o objeto possui independentemente do observador, e qualidades secundárias, que constituem poderes no objeto para produzir certas ideias no observador. Quando se aplica à beleza, ainda há um sentido no qual ela depende do objeto e de seus poderes. Mas este relato torna implausível a possibilidade de desacordos genuínos sobre afirmações de beleza, já que o mesmo objeto pode produzir ideias muito diferentes em observadores distintos. A noção de "gosto" ainda pode ser usada para explicar por que diferentes pessoas discordam sobre o que é belo. Mas não há um gosto objetivamente correto ou errado, há apenas gostos diferentes.
O problema tanto com a posição objetivista quanto com a subjetivista em sua forma extrema é que cada uma tem que negar algumas intuições sobre a beleza. Esta questão é às vezes discutida sob o rótulo "antinomia do gosto". Levou vários filósofos a buscar uma teoria unificada que possa tomar todas estas intuições em consideração. Um caminho promissor para resolver este problema é passar das teorias subjetivas para as intersubjetivas, que sustentam que os padrões de validade dos julgamentos de gosto são intersubjetivos ou dependentes de um grupo de juízes em vez de objetivos. Esta abordagem tenta explicar como uma discordância genuína sobre a beleza é possível, apesar do fato de que a beleza é uma propriedade dependente da mente, dependente não de um indivíduo, mas de um grupo. Uma teoria intimamente relacionada vê a beleza como uma propriedade secundária ou dependente da resposta (response-dependent). De acordo com um tal relato, um objeto é belo "se causa prazer em virtude de suas propriedades estéticas". O problema de que pessoas diferentes respondem de maneiras diferentes pode ser abordado combinando teorias de dependência de resposta com as chamadas teorias do observador ideal: só importa como um observador ideal responderia. Não há um acordo geral sobre como os "observadores ideais" devem ser definidos, mas geralmente se presume que eles são juízes experientes da beleza com um senso de gosto completamente desenvolvido. Isto sugere uma forma indireta de resolver a antinomia do gosto: em vez de buscar as condições necessárias e suficientes de beleza em si, podemos aprender a identificar as qualidades dos bons críticos e confiar em seus julgamentos. Esta abordagem só funciona se a unanimidade entre os especialistas for garantida. Mas até mesmo juízes experientes podem discordar em seus julgamentos, o que ameaça minar as teorias do observador ideal.

## Concepções
Várias concepções das características essenciais das coisas belas foram propostas, mas não há consenso sobre qual é a correta.

### Clássica
A concepção clássica define a beleza em termos da relação entre o objeto belo como um todo e suas partes: as partes devem estar na proporção correta entre si e, assim, compor um todo harmonioso integrado. Segundo este relato, que encontrou sua articulação mais explícita no Renascimento italiano, a beleza de um corpo humano, por exemplo, depende, entre outras coisas, da proporção correta das diferentes partes do corpo e da simetria geral. Um problema com esta concepção é que é difícil dar uma descrição geral e detalhada do que se entende por "harmonia entre as partes". Isto levanta a suspeita de que definir a beleza através da harmonia só resulta na troca de um termo pouco claro por outro. Algumas tentativas foram feitas para dissolver esta suspeita através da busca de leis de beleza, como a proporção áurea. Alexander Baumgarten, por exemplo, via leis da beleza em analogia com leis da natureza e acreditava que elas poderiam ser descobertas através de pesquisas empíricas. Mas estas tentativas falharam até agora em encontrar uma definição geral de beleza. Vários autores afirmam até mesmo o contrário, que tais leis não podem ser formuladas, como parte de sua definição de beleza.

### Hedonista
Um elemento bem comum em muitas concepções de beleza é sua relação com o prazer. O hedonismo torna esta relação parte da definição de beleza ao sustentar que há uma conexão necessária entre prazer e beleza, por exemplo, que para que um objeto seja belo é necessário que cause prazer, ou que a experiência da beleza é sempre acompanhada de prazer. Este relato às vezes é rotulado como "hedonismo estético" para distingui-lo de outras formas de hedonismo. Uma articulação influente desta posição vem de Tomás de Aquino, que trata a beleza como "aquilo cuja apreensão agrada". Immanuel Kant explica este prazer através de uma interação harmoniosa entre as faculdades de compreensão e imaginação. Outra questão para os hedonistas é como explicar a relação entre beleza e prazer. Este problema é semelhante ao dilema de Eutífron: é algo belo porque gostamos ou gostamos porque é belo? Os teóricos da identidade resolvem esse problema negando que haja uma diferença entre beleza e prazer: identificam a beleza, ou a aparência dela, com a experiência do prazer estético.
Os hedonistas geralmente restringem e especificam a noção de prazer de várias maneiras, a fim de evitar contra-exemplos óbvios. Uma distinção importante neste contexto é a diferença entre prazer puro e misto. O prazer puro exclui qualquer forma de dor ou sentimento desagradável, enquanto a experiência de prazer misto pode incluir elementos desagradáveis. Mas a beleza pode envolver prazer misto, por exemplo, no caso de uma história belamente trágica, razão pela qual o prazer misto é geralmente permitido nas concepções hedonistas de beleza.
Outro problema enfrentado pelas teorias hedonistas é que temos prazer em muitas coisas que não são belas. Uma maneira de abordar este assunto é associar a beleza a um tipo especial de prazer: prazer estético ou desinteressado. Um prazer é desinteressado se é indiferente à existência do objeto belo ou se não surgiu devido a um desejo antecedente através do raciocínio meio-fim. Por exemplo, a alegria de ver uma bela paisagem ainda seria valiosa se resultasse que esta experiência era uma ilusão, o que não seria verdade se esta alegria fosse devida a ver a paisagem como uma oportunidade imobiliária valiosa. Os opositores do hedonismo geralmente admitem que muitas experiências de beleza são prazerosas, mas negam que isto seja verdade para todos os casos. Por exemplo, uma crítica fria e cansada ainda pode ser uma boa juíza de beleza devido aos seus anos de experiência, mas lhe falta a alegria que inicialmente acompanhou seu trabalho. Uma maneira de evitar esta objeção é permitir que respostas a coisas belas carecem de prazer e ao mesmo tempo insistir que todas as coisas belas merecem prazer, que o prazer estético é a única resposta apropriada a elas.

### Outras
Várias outras concepções de beleza foram propostas. G. E. Moore explica a beleza em relação ao valor intrínseco como "aquilo cuja contemplação admiradora é boa em si mesma". Esta definição conecta a beleza à experiência enquanto consegue evitar alguns dos problemas usualmente associados às posições subjetivistas, pois permite que as coisas possam ser belas mesmo que nunca sejam experimentadas. Outra teoria subjetivista da beleza vem de George Santayana, que sugere que projetamos prazer nas coisas que chamamos de "belas". Assim, em um processo semelhante a um erro de categoria, tratamos nosso prazer subjetivo como uma propriedade objetiva da coisa bela.  Outras concepções incluem definir a beleza em termos de uma atitude amorosa ou ansiada em relação ao objeto belo, ou em termos de sua utilidade ou função. Os funcionalistas podem seguir Charles Darwin, por exemplo, ao explicar a beleza de acordo com seu papel na seleção sexual.

## Visão histórica

Catedral de Santa Maria del Fiore. Desde o Renascimento, a harmonia, simetria e proporções corretas são consideradas elementos essenciais da beleza universal.

Embora o estilo e a moda variem amplamente, pesquisas com diferentes culturas encontraram uma variedade de pontos em comum na percepção das pessoas sobre a beleza. A mais antiga teoria ocidental de beleza pode ser encontrada nas obras dos primeiros filósofos gregos pré-socráticos, tais como Pitágoras. A escola pitagórica viu uma forte conexão entre matemática e beleza. Em particular, eles observaram que os objetos com medidas de acordo com a proporção áurea pareciam mais atraentes.
Platão considerava que a beleza era a ideia (forma) acima de todas as outras ideias. Aristóteles viu uma relação entre o belo e a virtude, argumentando que "A virtude visa à beleza."
A filosofia clássica e esculturas de homens e mulheres produzidos de acordo com os princípios desses filósofos de ideal da beleza humana foram redescobertos no Renascimento europeu, levando a uma readoção do que ficou conhecido como um "ideal clássico". Em termos de beleza humana feminina, uma mulher cuja aparência está em conformidade com esses princípios ainda é chamada de "beleza clássica" ou diz-se que possui uma "beleza clássica", enquanto que as bases estabelecidas por artistas gregos e romanos também forneceram o padrão para a beleza masculina na civilização ocidental. Durante a era gótica, o cânone estético clássico da beleza foi rejeitado como pecaminoso. Somente Deus é belo e perfeito, enquanto o homem é falho pelo pecado original e não pode alcançar nenhuma beleza em sua vida se não for através de Deus. Mais tarde, a Renascença e o Humanismo rejeitaram essa visão, e consideraram a beleza como um produto da ordem racional e da harmonia das proporções. Artistas e arquitetos da Renascença (como Giorgio Vasari em seu "Vidas de Artistas") criticaram o período gótico por ser irracional e bárbaro. Este ponto de vista sobre a arte gótica durou até o Romantismo, no século XIX.
A Idade da Razão viu um aumento no interesse na beleza como um assunto filosófico. Por exemplo, o filósofo escocês Francis Hutcheson argumentava que a beleza é "unidade na variedade e variedade na unidade". Os poetas românticos também tornaram-se altamente preocupados com a natureza da beleza, com John Keats argumentando em "Ode a uma urna grega", que
Beleza é verdade, verdadeira beleza, - isso é tudo.
Sabeis na terra, e vós todos precisam saber.
No período romântico, Edmund Burke apontou as diferenças entre a beleza em seu sentido clássico e o sublime. O conceito de sublime de Burke e Kant nos permitiu compreender que, mesmo a arte gótica e a arquitetura não sendo sempre "simétricas" ou aderentes ao padrão clássico de beleza como o outro estilo, não é possível dizer que a arte gótica é "feia" ou irracional: é apenas uma outra categoria estética, a categoria sublime.
Viu-se, no século XX, uma rejeição cada vez maior da beleza por artistas e filósofos, que culminou na antiestética do pós-modernismo. Embora a beleza fosse uma preocupação central da principal influência do pós-modernismo, Friedrich Nietzsche, que defendeu que a vontade de poder era a vontade da beleza.
Na sequência da rejeição da beleza do pós-modernismo, os pensadores voltaram a considerar a beleza como tendo um valor importante. O filósofo analítico americano Guy Sircello propôs sua nova teoria da beleza como um esforço para reafirmar o status da beleza como um conceito filosófico importante. Elaine Scarry também argumenta que a beleza está relacionada à justiça.

### Teorias da Beleza nos séculos XVII e XVIII
Desde sempre na história da arte a relação entre os sentidos humanos e a beleza foi estudada. Os estudos sobre essa relação começam desde sua origem da palavra na Grecia Antiga: a palavra Estética deriva do grego aesthetikos , que significa "pertencente à percepção sensorial".
Alguns pensadores, como Descartes, o maior expoente do chamado racionalismo clássico, defendiam que a beleza empregada pelos sentidos era falha, pois fugia da única coisa confiável para ele, ou seja, o próprio ato de pensar e que a arte e a beleza confiáveis seriam aquelas ditas Cartesianas, que exigiam significados objetivos para as coisas, significados que deviam ser deduzidos, não sentidos, excluindo manifestações espontâneas e imaginárias que a arte tem a oferecer. Esse pensamento Cartesiano acarretaria mais tarde na ideia de que a dedução é mais importante do que os sentimentos, os sentidos, na esfera arquitetônica e artística.
Em contraposição ao racionalismo de Descartes, Immanuel Kant, um dos pensadores centrais do Iluminismo discordava do racionalismo cartesiano que descartava a credibilidade da imaginação e dos sentidos como forma de compor o conceito de Beleza. Pois, para Kant, a razão, mais especificamente, a construção do objeto no campo da razão, está diretamente vinculada aos sentidos. O objeto existe independente do sujeito, todavia, o efeito e a caracterização desse objeto se refere ao sujeito, à sua sensibilidade ou receptibilidade ao experimentá-lo e é expresso no predicado Beleza. Por isso, a estética kantiana é pensada não mais como uma dimensão objetiva do mundo e sim como uma dimensão mental, subjetiva.
Para Hegel, arte é não apenas um mero jogo da imaginação com o entendimento nem o campo do que é somente ilusório, mas a expressão sensível da ideia. Hegel, o último dos grandes filósofos alemães, deu mais ênfase do que seus antecessores aos aspectos intelectuais da arte. Ele definiu a Beleza como a aparência sensível da ideia e, embora se referisse à arte também como arte para os sentidos, reduziu os sentidos próprios do prazer estético exclusivamente à visão e à audição, excluindo o tato, o paladar e o olfato. Para Hegel, a obra de arte é dirigida antes de tudo para a mente e sua função, ou seja, permitirá que os sentidos captem a verdade. No entanto, a expressão máxima da verdade não ocorre por meio da arte, mas do pensamento abstrato da filosofia.

## Tipos de beleza

### Universal e científica
Os gregos descobriram o número de ouro, uma relação de proporções que obedece a uma escala constante. Seu padrão é uma relação de um lado com dimensão "1" e o outro com dimensão "1.618"(...) ou "0.618"(...). Apesar de ser um número importante na natureza, também não é o único, havendo as escalas decimais, a relação de 0,7, entre outras.
De certa forma, apesar da predominância de alguns números constantes, pode-se constatar que para diversas espécies há uma proporção específica que poderá gerar a "beleza" orgânica (formas, sons, cores...).
Na cultura grega e romana, e consequentemente na ocidental pós-helênica, houve a constante aplicação destes padrões numéricos, em especial no Renascimento, uma era "racionalista", e ainda hoje é fartamente aplicada na indústria do design de produtos, nas artes plásticas, arquitetura, automobilismo etc.
Por outro lado, estas relações de proporção podem ser encontradas nos corpos de diversos animais e em eventos que não participaram de um processo seletivo visual. Dessa forma, não se pode inferir que a beleza seja um aspecto relativo aos mamíferos e às aves, já que a proporção de flores, répteis, insetos, peixes e toda a fauna e flora seguem padrões analisáveis e em geral, associados ao número de ouro. Então, provavelmente a beleza é uma função constante no universo, manifesta em qualquer momento onde haja menores níveis de entropia, ou ainda, uma tendência da organização do universo em direção a elementos proporcionais, relacionando-se desta forma, à harmonia como elemento de composição do real.

### Singular
A beleza grega e romana, a beleza matemática e científica são derivadas de um universalismo asséptico e puro, não contaminado com a eventualidade (ruído), de certa forma. E portanto, deve no mínimo, agradar a todos, mesmo que não possa ser considerada tocante. É o que Giulio Carlo Argan segregou e categorizou como Clássico (na acepção arganiana). Em contrapartida, ele criou a definição Anticlássico, para designar tudo aquilo que seria belo em determinado momento, para uma minoria específica.
Os quadros abstratos de Kandinsky ou Miró por exemplo, não guardam nenhuma relação matemática e portanto, não podem ser "medidos" pelos critérios iniciais. Mas agradam a muitos, e inclusive, podem ser considerados por outros tantos, mais tocantes e essenciais que qualquer produção clássica.
A arte contemporânea apresenta forte presença do anticlassicismo, relacionando-se mais à interpretação dos signos e ao roteiro da obra, e seus aspectos situacionistas que ao aspecto harmônico-material (visual) do produto.

### Platônica e religiosa

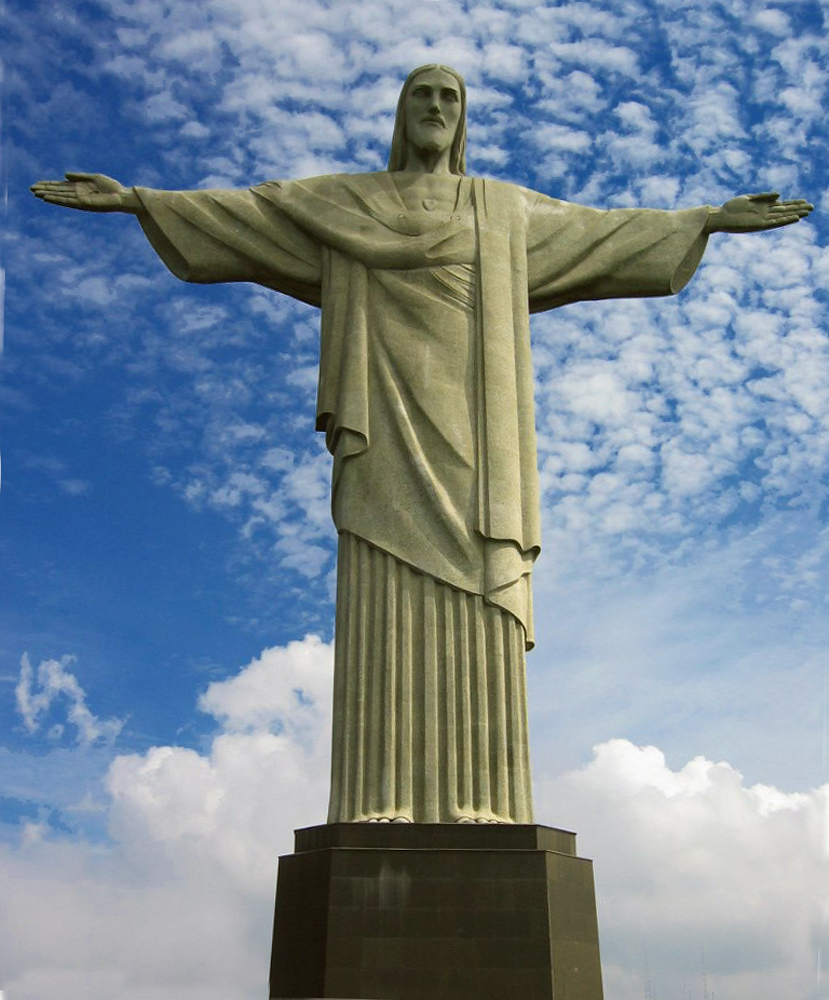
Cristo Redentor. Bela escultura por suas proporções matemáticas, por ser sublime, por sua simbologia com a cidade e por estar associada a um conteúdo religioso platônico-cristão.

Para a filosofia, a beleza advém da pureza do raciocínio, da surpresa e da consistência dos axiomas. Raramente está relacionada à aparência superficial (salvo no caso das correntes como o hedonismo, por exemplo). Já para os religiosos, a verdadeira beleza está na integralidade da propriedade da conduta do indivíduo para com um plano sagrado, em detrimento do mundo físico. Quanto mais completa é a imersão e desprendimento do mundo vulgar, maior beleza há naquele que a faz viver.

### Interior
É um conceito relacionado a valores éticos, morais, religiosos, etários, ou melhor, culturais em geral. Diferentemente da beleza visual, que apresenta alguns aspectos biológicos e matemáticos, o conceito de beleza interior está sempre à mercê da pessoa que a avalia e portanto, não pode ser definida para uma sociedade em geral, já que dentro desta há uma infinidade de variações.
É resultado tanto de um processo de elaboração mental quanto de empatia pura, e dessa forma, é um elemento simbólico cuja existência depende também da inserção e/ou conhecimento do conceito delimitador. Um indivíduo que nunca ouviu falar de beleza interior não apresenta condições de perceber ou tentar demonstrar a percepção de sua existência, diferentemente da beleza físico-sexual por exemplo, que em parte é instintiva.

### Simbólica
O ser humano é um organismo complexo e misto. De forma incisiva, a presença do fator simbólico na constituição das sociedades, dominando os instintos e portanto o plano biológico, gerou um nicho (ecológico) simbólico-social onde há constante movimento, evolução, reciclagem, revisão e ondas de valores sociais que alteram profundamente os pontos principais que determinam os fundamentos da beleza humana. Além disso, as diversas fontes de sua acepção fazem com que ela seja o resultado de uma sobredeterminação, excluindo assim a possibilidade de qualquer tentativa de isolamento de sua realidade absolutamente singular e múltipla.
Enquanto, para os animais, a beleza está relacionada a impulsos nervosos primários, para os seres humanos esta abordagem seria absurda. Há transformação e desdobramentos dos critérios a respeito do belo em toda a história da humanidade, trazendo, muitas vezes, elementos cômicos (as gordinhas da renascença e a Vênus de Willendorf por exemplo... ou as anoréxicas contemporâneas, nem tão cômicas assim...) que comprovam a subordinação de todos os conceitos de beleza às sociedades que os geram, variando temporalmente, racialmente, socialmente (também economicamente...) e geograficamente. E muitos outros entes que a determinam assim, volátil e instável segundo o critério humano.

### Humana

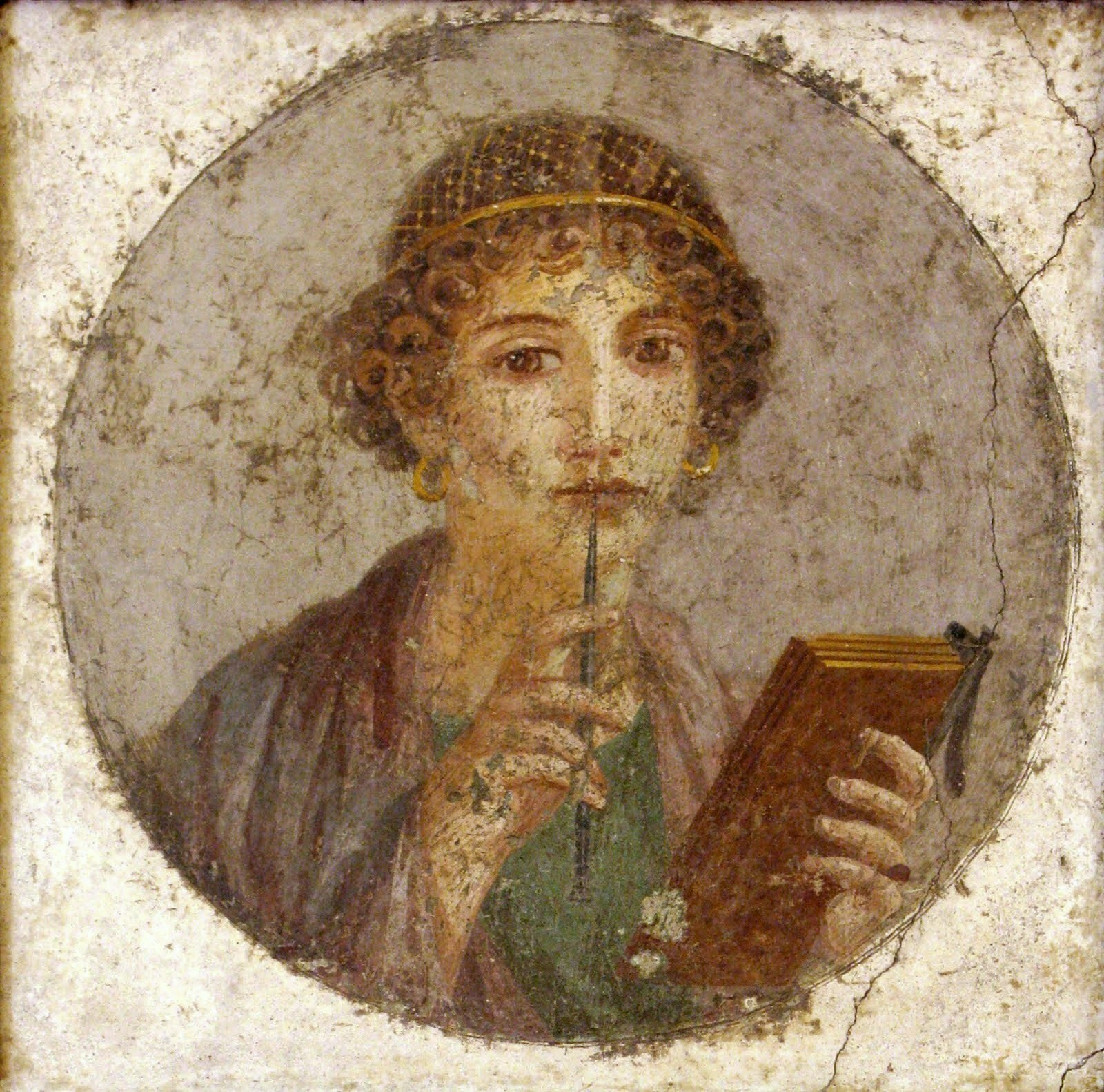
Fresco de uma romana em Pompeia, c. 50

Há evidências de que a preferência por rostos bonitos surge no início do desenvolvimento da criança, e que os padrões de atratividade são similares nos diferentes sexos e culturas. A simetria é, também, importante, pois ela sugere a ausência de defeitos adquiridos ou genéticos, como sugere um estudo publicado em 2008.
Pesquisadores têm estudado a percepção de beleza em indivíduos cuja face representava uma média matemática de proporção em condições mais controladas e descobriram que o rosto gerado por computador através da média aritmética de uma série de rostos é avaliado de forma mais favorável do que os rostos individuais. Evolutivamente, faz sentido que as criaturas sejam atraídas por companheiros que possuem características predominantemente comuns ou médias.
Uma característica de belas mulheres que tem sido explorada pelos pesquisadores é a relação cintura-quadril de 0,70. Os fisiologistas têm mostrado que as mulheres com "forma de ampulheta" são mais férteis do que outras mulheres, devido a altos níveis de certos hormônios femininos, fato que pode, subconscientemente, condicionar os homens a escolherem companheiras.
Economistas da Universidade de Texas-Austin analisaram dados de cinco grandes levantamentos realizados entre 1971 e 2009 nos Estados Unidos, Canadá, Alemanha e Grã-Bretanha e descobriram que as pessoas consideradas bonitas são, geralmente, mais felizes e economicamente mais bem-sucedidas.